# Sōsai
Sōsai (jap. 総裁) – japońskie słowo o znaczeniu "prezydent", "prezes", "przewodniczący", "gubernator" (np. banku), "główny administrator", osoba przewodząca organizacji lub zorganizowanej grupie. Ma różne zastosowania.

## Polityczne
- Sōsai - tymczasowo i tylko raz został nadany osobie pełniącej obowiązki premiera Japonii (głównego ministra) w okresie od 1 stycznia 1868 do 11 czerwca 1868, księciu Taruhito Arisugawa (Arisugawa-no-miya Taruhito-Shinnō 1835–1895).

- Sōsai - tytuł admirała Takeaki Enomoto (1836–1908), przywódcy krótkotrwałej rebelii i Republiki Ezo (27 stycznia 1869 – 27 czerwca 1869) na Hokkaido, zdławionej przez wojska cesarskie.

- Sōsai - przewodniczący Partii Liberalno-Demokratycznej.